# Orleix
 Orleix  es una comuna y población de Francia, en la región de Mediodía-Pirineos, departamento de Altos Pirineos, en el distrito de Tarbes y cantón de Aureilhan.
Su población en el censo de 1999 era de 1.671 habitantes. Forma parte de la aglomeración urbana de Tarbes.
Está integrada en la Communauté d'agglomération du Grand Tarbes.

## Demografía
| 495 | 668 | 1152 | 1253 | 1523 | 1671 |
| Para los censos de 1962 a 1999 la población legal corresponde a la población sin duplicidades (Fuente: INSEE [Consultar]) |     |      |      |      |      |